# Selección femenina de fútbol de Bulgaria
La selección femenina de fútbol de Bulgaria representa a Bulgaria en las competiciones internacionales de fútbol femenino. Jugó su primer partido internacional el 11 de octubre de 1987 contra la selección femenina de fútbol de España, partido que acabó en empate a uno.
No ha participado aún en la Eurocopa Femenina.
Hasta el momento no ha logrado clasificarse para disputar la Copa Mundial Femenina de Fútbol, ni tampoco los juegos olímpicos.

## Estadísticas

### Copa Mundial Femenina de Fútbol
| Edición | Resultado      | Posición       | PJ             | PG             | PE             | PP             | GF             | GC             |
| ------- | -------------- | -------------- | -------------- | -------------- | -------------- | -------------- | -------------- | -------------- |
| 1991    | No clasificó   | No clasificó   | No clasificó   | No clasificó   | No clasificó   | No clasificó   | No clasificó   | No clasificó   |
| 1995    | No clasificó   | No clasificó   | No clasificó   | No clasificó   | No clasificó   | No clasificó   | No clasificó   | No clasificó   |
| 1999    | No clasificó   | No clasificó   | No clasificó   | No clasificó   | No clasificó   | No clasificó   | No clasificó   | No clasificó   |
| 2003    | No participó   | No participó   | No participó   | No participó   | No participó   | No participó   | No participó   | No participó   |
| 2007    | No participó   | No participó   | No participó   | No participó   | No participó   | No participó   | No participó   | No participó   |
| 2011    | No clasificó   | No clasificó   | No clasificó   | No clasificó   | No clasificó   | No clasificó   | No clasificó   | No clasificó   |
| 2015    | No clasificó   | No clasificó   | No clasificó   | No clasificó   | No clasificó   | No clasificó   | No clasificó   | No clasificó   |
| 2019    | No clasificó   | No clasificó   | No clasificó   | No clasificó   | No clasificó   | No clasificó   | No clasificó   | No clasificó   |
| 2023    | No clasificó   | No clasificó   | No clasificó   | No clasificó   | No clasificó   | No clasificó   | No clasificó   | No clasificó   |
| 2027    | Por disputarse | Por disputarse | Por disputarse | Por disputarse | Por disputarse | Por disputarse | Por disputarse | Por disputarse |
| Total   | 0/9            | -              | -              | -              | -              | -              | -              | -              |

### Eurocopa Femenina
| Edición | Resultado               | Posición                | PJ                      | PG                      | PE                      | PP                      | GF                      | GC                      |
| ------- | ----------------------- | ----------------------- | ----------------------- | ----------------------- | ----------------------- | ----------------------- | ----------------------- | ----------------------- |
| 1984    | No existía la selección | No existía la selección | No existía la selección | No existía la selección | No existía la selección | No existía la selección | No existía la selección | No existía la selección |
| 1987    | No existía la selección | No existía la selección | No existía la selección | No existía la selección | No existía la selección | No existía la selección | No existía la selección | No existía la selección |
| 1989    | No clasificó            | No clasificó            | No clasificó            | No clasificó            | No clasificó            | No clasificó            | No clasificó            | No clasificó            |
| 1991    | No clasificó            | No clasificó            | No clasificó            | No clasificó            | No clasificó            | No clasificó            | No clasificó            | No clasificó            |
| 1993    | No clasificó            | No clasificó            | No clasificó            | No clasificó            | No clasificó            | No clasificó            | No clasificó            | No clasificó            |
| 1995    | No clasificó            | No clasificó            | No clasificó            | No clasificó            | No clasificó            | No clasificó            | No clasificó            | No clasificó            |
| 1997    | No clasificó            | No clasificó            | No clasificó            | No clasificó            | No clasificó            | No clasificó            | No clasificó            | No clasificó            |
| 2001    | No participó            | No participó            | No participó            | No participó            | No participó            | No participó            | No participó            | No participó            |
| 2005    | No participó            | No participó            | No participó            | No participó            | No participó            | No participó            | No participó            | No participó            |
| 2009    | No clasificó            | No clasificó            | No clasificó            | No clasificó            | No clasificó            | No clasificó            | No clasificó            | No clasificó            |
| 2013    | No clasificó            | No clasificó            | No clasificó            | No clasificó            | No clasificó            | No clasificó            | No clasificó            | No clasificó            |
| 2017    | No clasificó            | No clasificó            | No clasificó            | No clasificó            | No clasificó            | No clasificó            | No clasificó            | No clasificó            |
| 2022    | No participó            | No participó            | No participó            | No participó            | No participó            | No participó            | No participó            | No participó            |
| 2025    | No clasificó            | No clasificó            | No clasificó            | No clasificó            | No clasificó            | No clasificó            | No clasificó            | No clasificó            |
| Total   | 0/14                    | -                       | -                       | -                       | -                       | -                       | -                       | -                       |

### Liga de Naciones Femenina de la UEFA
| Edición | L     | G     | Resultado     | PJ | PG | PE | PP | GF | GC |
| ------- | ----- | ----- | ------------- | -- | -- | -- | -- | -- | -- |
| 2023-24 | C     | 5     | Segundo lugar | 6  | 1  | 2  | 3  | 4  | 14 |
| Total   | Total | Total | 1/1           | 6  | 1  | 2  | 3  | 4  | 14 |

## Últimos y próximos encuentros
Actualizado al último partido jugado el 16 de julio de 2024
| Fecha      | Ciudad    | Local      | Resultado | Visitante           | Competición                   |
| ---------- | --------- | ---------- | --------- | ------------------- | ----------------------------- |
| 01-12-2023 | Pristina  | Kosovo     | 5:1       | Bulgaria            | Liga de Naciones UEFA 2023-24 |
| 05-12-2023 | Plovdiv   | Bulgaria   | 2:2       | Macedonia del Norte | Liga de Naciones UEFA 2023-24 |
| 23-02-2024 | Kardzhali | Bulgaria   | 0:4       | Ucrania             | Liga de Naciones UEFA 2023-24 |
| 27-02-2024 | Antalya   | Ucrania    | 3:0       | Bulgaria            | Liga de Naciones UEFA 2023-24 |
| 05-04-2024 | Almaty    | Kazajistán | 0:1       | Bulgaria            | Clas. Eurocopa Femenina 2025  |
| 09-04-2024 | Sofía     | Bulgaria   | 2:3       | Armenia             | Clas. Eurocopa Femenina 2025  |
| 31-05-2024 | Bucarest  | Rumania    | 1:0       | Bulgaria            | Clas. Eurocopa Femenina 2025  |
| 04-06-2024 | Sofía     | Bulgaria   | 0:3       | Rumania             | Clas. Eurocopa Femenina 2025  |
| 12-07-2024 | Ereván    | Armenia    | 1:3       | Bulgaria            | Clas. Eurocopa Femenina 2025  |
| 16-07-2024 | Sofía     | Bulgaria   | 0:0       | Kazajistán          | Clas. Eurocopa Femenina 2025  |

## Última convocatoria
| #  | Nombre                | Posición       | Edad | PJ | Goles | Club                    |  |
| -- | --------------------- | -------------- | ---- | -- | ----- | ----------------------- |  |
| 1  | Korneliya Naydenova   | Portera        |      |    |       | FC NSA Sofia            |  |
| 2  | Roxana Shahanska      | Portera        |      |    |       | FC NSA Sofia            |  |
| 3  | Zlatka Gaberova       | Defensa        |      |    |       | FC NSA Sofia            |  |
| 4  | Kristina Ivanova      | Defensa        |      |    |       | Olympia Sofia           |  |
| 5  | Veselina Mahlelieva   | Defensa        |      |    |       | FC Sportika Blagoevgrad |  |
| 6  | Petya Petkova         | Defensa        |      |    |       | Beroe                   |  |
| 7  | Kristina Petrunova    | Defensa        |      |    |       | FC Sportika Blagoevgrad |  |
| 8  | Radoslava Slavcheva   | Defensa        |      |    |       | Medyk Konin             |  |
| 9  | Todora Todorova       | Defensa        |      |    |       | Olympia Sofia           |  |
| 10 | Nikoleta Voyskova     | Defensa        |      |    |       | FC NSA Sofia            |  |
| 11 | Ivanka Koleva         | Centrocampista |      |    |       | Ekomet 90               |  |
| 12 | Tsvetana Mancheva     | Centrocampista |      |    |       | Beroe                   |  |
| 13 | Lidya Nacheva         | Centrocampista |      |    |       | Supersport Sofia        |  |
| 14 | Silvia Radoyska       | Centrocampista |      |    |       | FC NSA Sofia            |  |
| 15 | Denitsa Semkova       | Centrocampista |      |    |       | Olympia Sofia           |  |
| 16 | Stanislava Tsekova    | Centrocampista |      |    |       | FC NSA Sofia            |  |
| 17 | Valentina Gospodinova | Delantera      |      |    |       | FC NSA Sofia            |  |
| 18 | Nina Hristova         | Delantera      |      |    |       | Varna                   |  |
| 19 | Borislava Kireva      | Delantera      |      |    |       | FC NSA Sofia            |  |
| 20 | Velina Koshuleva      | Delantera      |      |    |       | FC NSA Sofia            |  |
| 21 | Liliana Kostova       | Delantera      |      |    |       | Apollon Limassol        |  |
|    |                       |                |      |    |       |                         |  |
|    |                       |                |      |    |       |                         |  |
| DT | Valentin Chakarov     |                |      |    |       | Bandera de Bulgaria     |  |

(Los números no corresponden a los dorsales)